# Chrysosoma marginale
Chrysosoma marginale är en tvåvingeart som först beskrevs av Walker 1861.  Chrysosoma marginale ingår i släktet Chrysosoma och familjen styltflugor. Inga underarter finns listade i Catalogue of Life.